# Blocco Elettrico Manuale

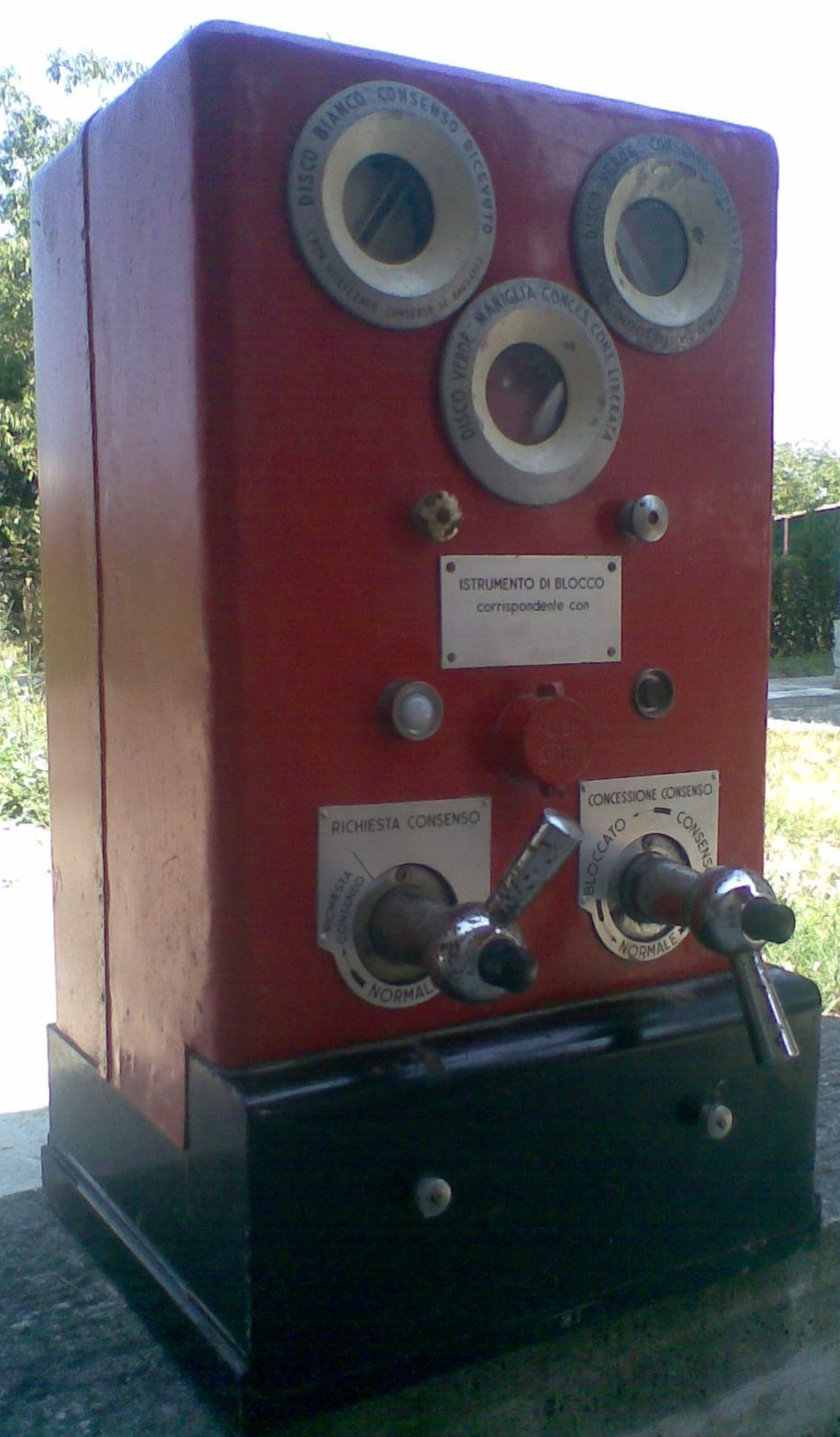
Istrumento di Blocco FS in uso in alcune linee della rete gestita da RFI

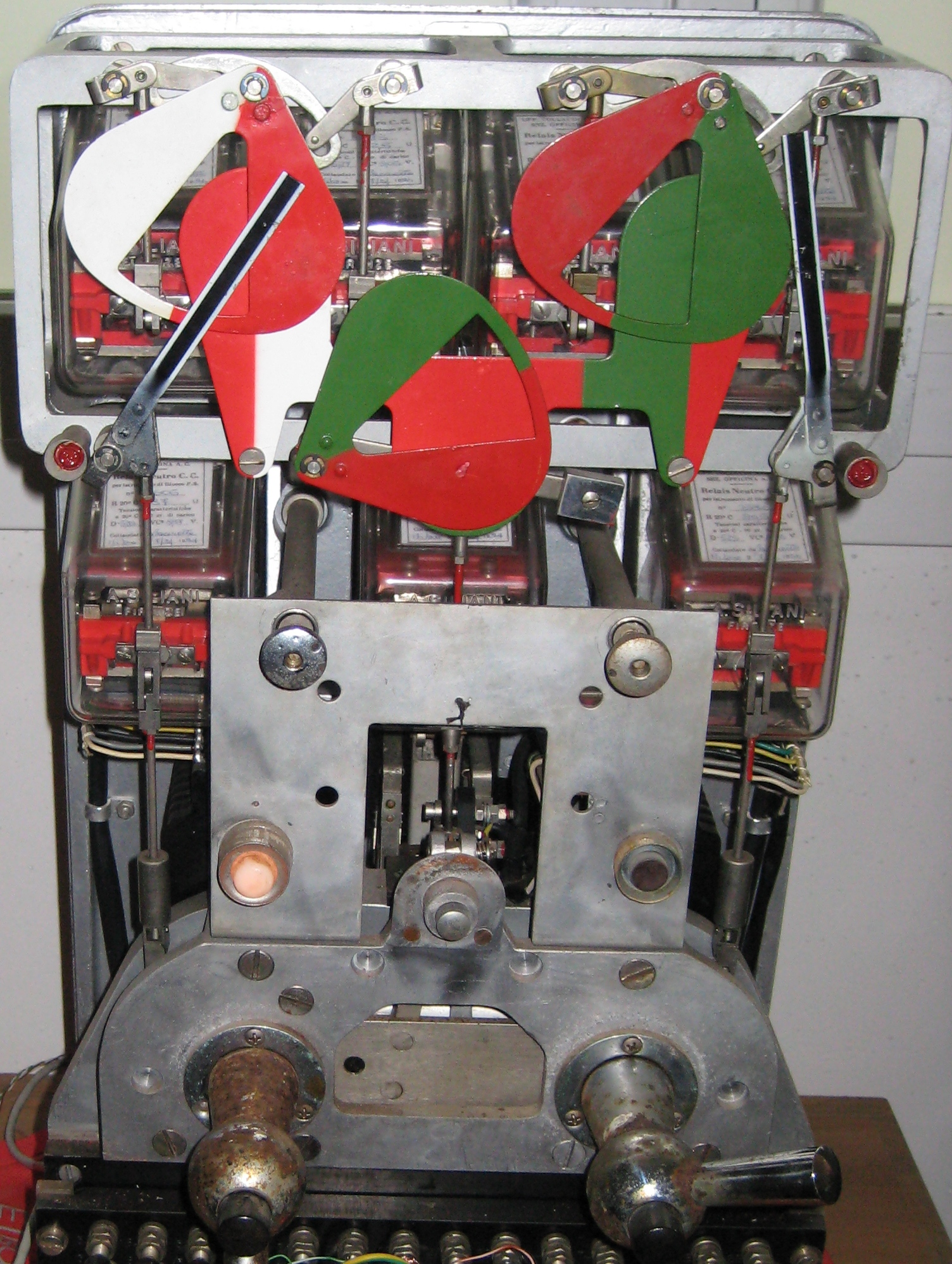
L'interno dell'Istrumento di Blocco

Il sistema di Blocco Elettrico Manuale, in precedenza noto come blocco semiautomatico, regola la circolazione dei treni mediante la concessione del "consenso" all'inoltro di un treno da una stazione a un'altra. È realizzato con apparecchiatura elettrica apposita che dispone di vincoli elettrici di sicurezza. Si dice manuale perché richiede, per funzionare, la presenza dell'uomo.

## Storia
Nelle ferrovie italiane il primo sistema detto blocco elettrico Cardani venne introdotto intorno alla fine dell'Ottocento. A partire dal 1938 venne sostituito dall'istrumento di blocco FS 1938, che era un perfezionamento del sistema. Pur cedendo gradualmente il passo a nuove tecnologie, ancora è utilizzato in alcune tratte delle ferrovie italiane.
Tra gli anni ottanta e novanta su tutte le linee delle FS (dal 2001 passate sotto la gestione di RFI) il Blocco Elettrico Manuale è stato gradualmente sostituito dal più moderno, economico (non necessita della presenza umana) e sicuro blocco elettrico conta-assi.
L'Agenzia nazionale per la sicurezza delle ferrovie, con la direttiva 1/2012 del 9 agosto 2012 (che applica, di fatto, il decreto 4/2012 della stessa Agenzia) ha definito il Blocco Elettrico Manuale "un contesto di esercizio obsoleto" ed ha obbligato i gestori dell'infrastruttura a regolamentarne l'utilizzo e a presentare un piano di dismissione dello stesso. Dall'entrata in vigore della direttiva le linee ferroviarie italiane con il Blocco Elettrico Manuale sono diminuite sensibilmente.
Al 2024, questo regime di blocco resta attivo su sole tre linee:
- Da Avezzano a Cocullo, sulla ferrovia Roma-Sulmona-Pescara;
- Da Paderno-Robbiate a Ponte San Pietro, sulla ferrovia Seregno-Bergamo;
- Da Villasanta Parco a Costa Masnaga, sulla ferrovia Monza-Molteno.

## Caratteristiche
Il sistema prevede che ogni stazione abbia, per ogni linea o tratto di linea afferente, un dispositivo – chiamato "Istrumento di blocco" – collegato elettricamente a quello della stazione successiva (o al guardiablocco del posto di blocco intermedio adiacente). L'Istrumento è dotato di maniglie e pulsanti che permettono di inviare impulsi elettrici per la richiesta e per la concessione del "consenso" all'invio del treno.
Il Dirigente Movimento richiede il consenso al dirigente della stazione successiva (o al Guardiablocco), per mezzo della maniglia (MR) e del pulsante annesso. La pressione del pulsante, secondo un semplice codice, fa squillare una campanella nella stazione cui deve essere inviato il treno. Il dirigente della stazione successiva, se il circuito e il pedale del circuito d'ingresso della sua stazione sono stati liberati dal treno precedente, concede il consenso con opportune manipolazioni della seconda maniglia (MC). Questo consenso elettrico permette al primo dirigente di disporre a via libera il suo segnale di partenza. Il treno che parte, occupando il circuito di partenza della stazione provoca la "ridisposizione a via impedita" del segnale prima disposto a via libera e anche il bloccamento del dispositivo di richiesta di consenso della stazione. Questo potrà essere sbloccato, e permetterà l'invio di un altro convoglio, solo quando il treno, giunto nella successiva stazione, avrà liberato il circuito di arrivo di quest'ultima avendone azionato – con il suo passaggio – il "pedale di liberazione".
Il sistema è efficiente e sicuro, ma non può dare garanzia che il treno giunto nella stazione successiva sia integro. Il pedale di liberazione, infatti, viene azionato dal primo asse del treno in arrivo dando la liberazione della tratta a monte (in gergo, "liberazione primo asse"). Avendo "falsamente" liberato la tratta, sarebbe possibile inviare un treno a seguito o in senso opposto con conseguenze facilmente immaginabili. Così è indispensabile la presenza dell'uomo che, prima di concedere il consenso successivo, dovrà tassativamente accertarsi che il treno sia giunto completo e con apposti i prescritti segnali di coda.
Il sistema è di economica installazione ma prevede – come si è detto – il presenziamento umano dell'impianto, stazione o PBI, per l'accertamento della coda dei treni, da cui dipende la sicurezza della circolazione. È previsto anche un sistema di liberazione artificiale, previo accertamento dell'integrità del treno giunto, in caso di malfunzionamento del pedale di liberazione.